# Kolárovo
Kolárovo, ungarisch Gúta (slowakisch bis 1948 „Guta“; ungarisch bis 1882 Gutta) ist eine Stadt in der Slowakei im Nitriansky kraj.

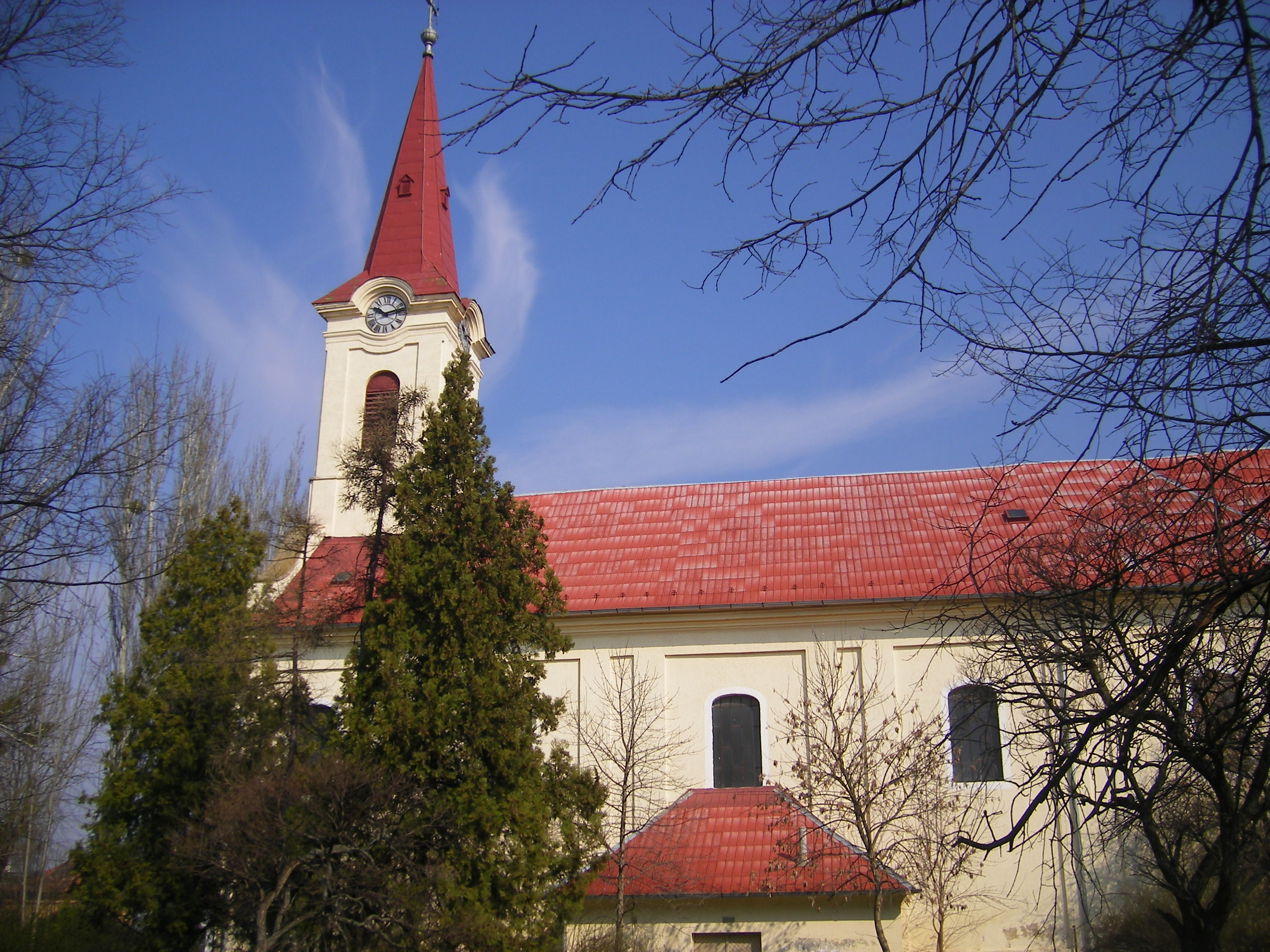
Römisch-katholische Kirche im Ort

Die Stadt liegt am Zusammenfluss der Waag und der Kleinen Donau auf der Großen Schüttinsel, wurde 1268 zum ersten Mal als Gutta erwähnt und trug bis 1948 den slowakischen Namen Guta, danach wurde sie aus nationalpolitischen Gründen zu Ehren des slowakischen Dichters Ján Kollár in Kolárovo umbenannt.
Sie besteht aus den Stadtteilen:
- Částa (ungarisch Császta oder Császtamellek)
- Kolárovo
- Kráľka (ungarisch Királyrét)
- Pačérok (ungarisch Pacsérok)
- Veľká Gúta (ungarisch Örtény oder Örtényitanyák)
- Veľký Ostrov (ungarisch Nagysziget)

## Bevölkerung
| Jahr:                | 1994.  | 2004.   | 2014.   | 2024.   |
| -------------------- | ------ | ------- | ------- | ------- |
| Anzahl der Personen: | 11.028 | 10.756  | 10.632  | 10.404  |
| Unterschied:         |        | -2,46 % | -1,15 % | -2,14 % |

| Jahr:                | 2023.  | 2024.   |
| -------------------- | ------ | ------- |
| Anzahl der Personen: | 10.428 | 10.404  |
| Unterschied:         |        | -0,23 % |

In der Stadt lebten 2001 81 Prozent Ungarn und 18 Prozent Slowaken.

## Wirtschaft
Das deutsche Unternehmen Kromberg & Schubert betreibt einen Standort in Kolárovo.

## Städtepartnerschaften
- Mezőberény, Ungarn
- Kisbér, Ungarn